# Juan Huarte
Juan Huarte de San Juan, né en 1529 à Uhart-Cize, alors quartier de Saint-Jean-Pied-de-Port, dans la Basse-Navarre, et mort en 1588 à Linares dans la province de Jaén, est un médecin et philosophe espagnol.

## Biographie

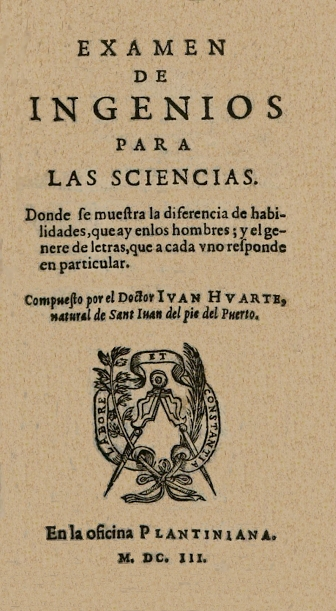
Examen de ingenios para las sciencias, 1603.

La province de Basse-Navarre, espagnole à cette époque, ayant été abandonnée en 1530 par Charles-Quint et devenue peu à peu française, la famille Huarte décida de s'établir en Andalousie.
Juan Huarte de San Juan est éduqué à l'université (en) de Baeza, où il est diplômé en philosophie, et à l'université d'Alcalá de Henares où il obtient son doctorat en médecine.
Certains ont cru à tort, qu'il avait étudié à l'université de Huesca ou même exercé la médecine dans cette ville. Les dates qui sont mentionnées dans les registres de cette ville montrent bien qu'il s'agit d'un cas d'homonymie avec un autre Juan Huarte qui serait plus tard prieur de la collégiale de Roncevaux.
Il se distingue par son professionnalisme et son zèle héroïque à Baeza en 1566. Il exerça la médecine à Baeza et a Linares.
Son Examen de ingenios para las ciencias (1575) lui apporte une réputation dans l'Europe entière. Il a été traduit en sept langues. C'est le premier traité à montrer la relation entre la psychologie et la physiologie. Cet ouvrage est remarquable par son ingéniosité et sa justesse de vues. L'auteur y indique à quels signes on peut reconnaître les dispositions naturelles, mais  le Dictionnaire Bouillet y indique  au XIXe siècle « qu'on y trouve des idées bizarres sur les moyens de procréer les sexes à volonté et de faire naître de grands talents ». En réalité, ce ne sont pas des idées bizarres, mais des théories médicales qu'il avait élaborées avec bon sens.
Huarte publie la première édition de son Examen de ingenios para las ciencias à Pampelune en 1575. L'ouvrage connaît plusieurs rééditions.Il attire l'attention de l'Inquisition, qui interdit l'ouvrage tant qu'il n'est pas expurgé, car, selon elle, Huarte fait la part trop belle au corps dans les actes intellectuels. Une liste de quinze points lui est donnée, qu'il devra corriger. L'auteur se met au travail avec une patience exemplaire et meurt en 1588 sans que l'œuvre paraisse à nouveau.
En 1594, après sa mort, la nouvelle version fut publiée par ses enfants qui sollicitèrent au roi Philippe II l'autorisation de paraître. L'Inquisition avait donné un avis favorable.

## Explication de son œuvre

### L'Homme: origine et nature de l'âme
- Homme : corps (Père) + âme (Dieu)

Toutes les âmes sont égales.
Facultés de l'âme
- végétative : permet à tous les êtres vivants de se nourrir eux-mêmes.
- sensitive : dotée de la capacité de sentir/ressentir.
- intellective : réservée aux animaux rationnels, autrement dit aux humains, elle permet :
  - la mémoire
  - l'imagination
  - la compréhension

### Nature du corps
Si toutes les âmes sont égales, il n'en va pas de même des personnes, qui diffèrent de par leur tempérament.
Quatre qualités de ces tempéraments
- chaleur/froideur/humidité/sécheresse
- origine de ces tempéraments : « semence » des parents.
- modification éventuelle de ces tempéraments: âge, hygiène de vie, alimentation, climat.

#### Différences entre le corps masculin et féminin
Il n'y a pas de différence anatomiques, mais de tempéraments :
- le corps féminin est humide et froid ;
- le corps masculin est chaud et sec.

#### Trois types de femmes
- Celle de mauvaise condition, peu humide et moins froide, de tempérament proche de celui de l'homme.
- La belle (qu'on pourrait ici traduire par « la bonne », dans le sens de bonne condition), moyennement froide et humide.
- La sotte, excessivement froide et humide.

#### Quelle femme doit se marier avec quel homme, pour le bien de la société
- Celle de mauvaise condition (peu humide et moins froide) avec l'homme très chaud et humide.
- La sotte (excessivement froide et humide), avec l'homme très chaud et sec.
- La belle peut se marier avec n'importe lequel.

#### Comment engendrer des enfants plus savants
Il faut suivre « six conseils avec beaucoup d'attention », selon Huarte :
1. quelques jours avant la procréation, manger des aliments chauds, secs et épicés ;
2. manger en quantité modérée, pour que les aliments se mettent correctement en place dans l'estomac ;
3. faire beaucoup d'exercice, pour que la semence (le sperme) se réchauffe et s’assèche (s'il est froid et humide, il y a plus de chances d'accoucher d'une fille) ;
4. ne pas tenter de procréer avant que la semence soit bien reposée, « cuisinée » et « assaisonnée » (pour ce dernier point, cf règle 1) ;
5. s'approcher de la femme six ou sept jours avant qu'elle ne soit en période de menstruation ;
6. tenter de faire tomber la semence du côté droit de l'utérus, en raison du fait que selon Claude Galien, c'est là que se conçoivent les mâles.

À ces recommandations, Huarte ajoute qu'il faut « accomplir l'acte avec imagination et mouvements variés. » 
On peut comprendre que cet ouvrage fut très contesté, pour ses propos antiféministes et eugénistes.
Cet ouvrage sera souvent réimprimé, traduit en français par Gabriel Chappuys, Lyon, 1580, par Charles de Vion d'Alibray, 1645, et François-Savinien d'Alquié, 1672.
Cet écrit fut réfuté par Jourdain Guibelet, Paris, 1631.
Une nouvelle édition française de l'Examen des esprits pour les sciences, traduite par Jean-Baptiste Etcharren et présentée par Ricardo Saez, a été publiée en 2000.